# واینامری

موقعیت واینامری در استونی.

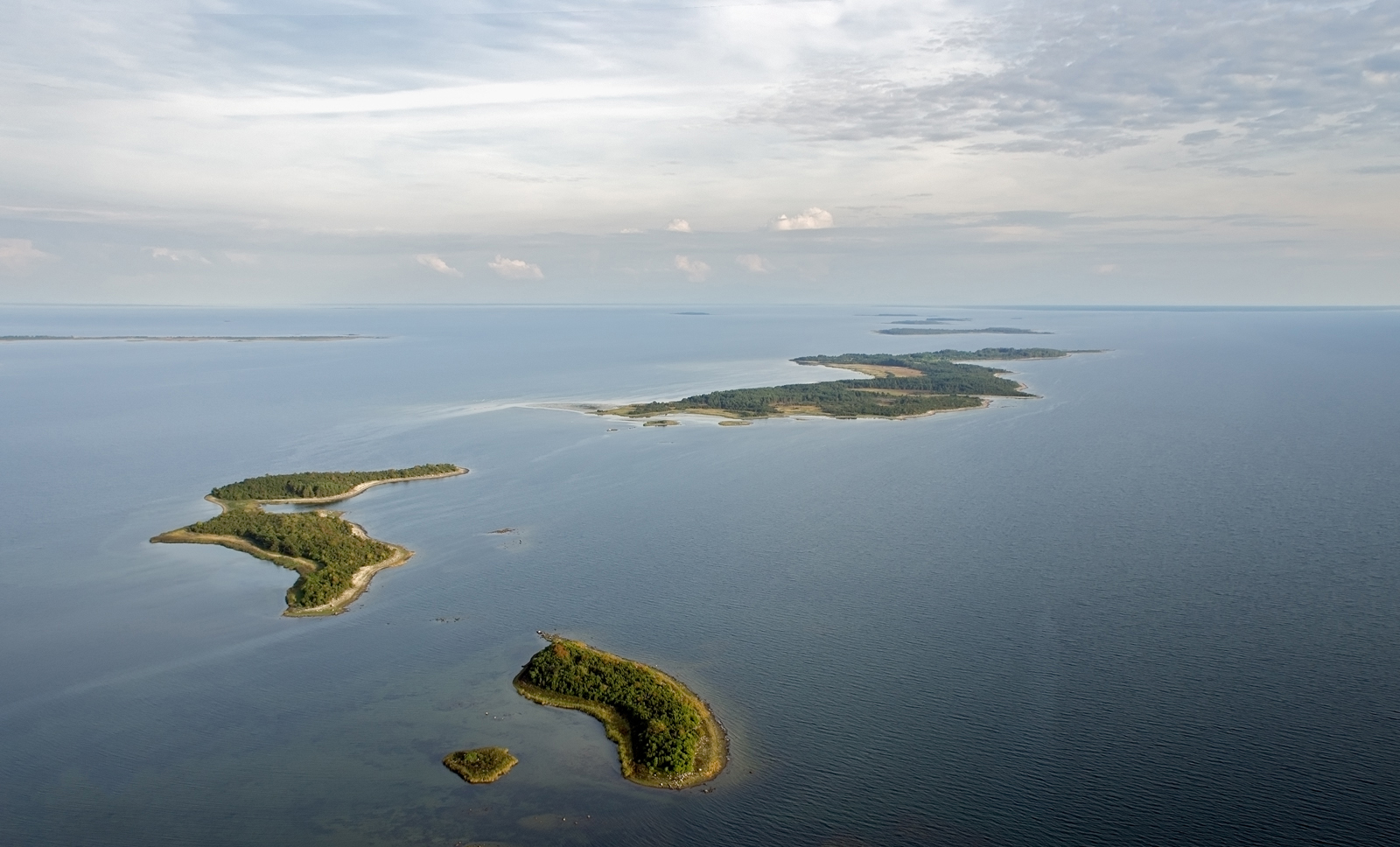
جزایر کوچک در واینامری

واینامری (استونیایی: Väinameri) یا دریا واینامری یک تنگه میان مجمع‌الجزایر استونی غربی و سرزمین اصلی استونی در دریای بالتیک است. مساحت دریای واینامری حدود ۲۲۰۰ کیلومتر مربع (۸۵۰ مایل مربع) است.